# فهرست ایتالیایی‌های برنده جایزه نوبل
جایزه نوبل مهم‌ترین جایزه در دنیاست. تاکنون ۲۰ ایتالیایی موفق به دریافت این جایزه شده‌اند.

## برندگان
| سال  | نام                 | جایزه  |
| ---- | ------------------- | ------ |
| ۱۹۰۶ | کامیلو گلجی         | پزشکی  |
| ۱۹۰۶ | جوسوئه کاردوچی      | ادبیات |
| ۱۹۰۷ | ارنستو مونتا        | صلح    |
| ۱۹۰۹ | گولیلمو مارکونی     | فیزیک  |
| ۱۹۲۶ | گراتزیا دلدا        | ادبیات |
| ۱۹۳۴ | لوئیجی پیراندلو     | ادبیات |
| ۱۹۳۸ | انریکو فرمی         | فیزیک  |
| ۱۹۵۷ | دانیل باوت          | پزشکی  |
| ۱۹۵۹ | امیلیو سگره         | فیزیک  |
| ۱۹۵۹ | سالواتوره کوآزیمودو | ادبیات |
| ۱۹۶۳ | جولیو ناتا          | شیمی   |
| ۱۹۶۹ | سالوادور لوریا      | پزشکی  |
| ۱۹۷۵ | رناتو دولبکو        | پزشکی  |
| ۱۹۷۵ | یوجنیو مونتاله      | ادبیات |
| ۱۹۸۴ | کارلو روبیا         | فیزیک  |
| ۱۹۸۵ | فرانکو مودیلیانی    | اقتصاد |
| ۱۹۸۶ | ریتا لوی مونتالچینی | پزشکی  |
| ۱۹۹۷ | داریو فو            | ادبیات |
| ۲۰۰۲ | ریکاردو جیاکونی     | فیزیک  |
| ۲۰۰۷ | ماریو کاپکی         | پزشکی  |
| ۲۰۲۱ | جورجو پاریسی        | فیزیک  |